# Mintlyn
Mintlyn is een verdwenen dorp in de plaats Bawsey in het bestuurlijke gebied King's Lynn and West Norfolk, in het Engelse graafschap Norfolk. Mintlyn komt in het Domesday Book (1086) voor als 'Meltinga'. Een enkele bron meldt dat het gehucht zich in 1690 reeds in een gevorderde staat van verval bevond. Een andere meldt in 1931 nog een inwonertal van 57. Thans herinneren alleen nog de naam van een naastgelegen bos, Mintlyn Wood, en het Mintlyn Crematorium aan het eens bestaande dorpje.

## Dorpskerk
De ruïnes van de tot het dorpje behorende kerk van St. Michael liggen midden in het boerenland, zichtbaar vanaf de snelweg A149 langs King's Lynn. Het is onduidelijk wanneer deze kerk gebouwd is, maar delen van een boog ervan, uit de elfde of twaalfde eeuw, bevinden zich in het museum van King's Lynn. Samen met een zich in een privétuin bevindende originele doopvont hebben de ruïnes een monumentale status. Zij bevinden zich iets ten zuidwesten van Mintlyn Wood.